# Serra de Montsià
Serra de Montsià este o arie protejată (arie specială de conservare — SAC, sit de importanță comunitară — SCI, arie de protecție specială avifaunistică — SPA) din Spania întinsă pe o suprafață de 5.296,43 ha, integral pe uscat.

## Localizare
Centrul sitului Serra de Montsià este situat la coordonatele 40°37′09″N 0°31′44″E / 40.6192°N 0.5289°E.

## Înființare
Situl Serra de Montsià a fost declarat sit de importanță comunitară în decembrie 1997 pentru a proteja 43 de specii de animale. Alte tipuri de protecție:
- arie de protecție specială avifaunistică (în martie 2005)[2]
- arie specială de conservare (în noiembrie 2014)[1][3][4]

## Biodiversitate
Situată în ecoregiunea mediteraneană, aria protejată conține 5 habitate naturale: Tufărișuri termo-mediteraneene și de pre-deșert, Păduri de pin mediteraneene cu pini mezogeni endemici, Pseudostepă cu ierburi și specii anuale de Thero-Brachypodietea, Păduri de Quercus ilex și Quercus rotundifolia, Pante stâncoase calcaroase cu vegetație casmofită.
La baza desemnării sitului se află mai multe specii protejate:
- păsări (34): rață mare (Anas platyrhynchos), fâsă-de-câmp (Anthus campestris), acvilă de munte (Aquila chrysaetos), Aquila fasciata, buha (Bubo bubo), ciocârlie-cu-degete-scurte (Calandrella brachydactyla), caprimulg (Caprimulgus europaeus), Caprimulgus ruficollis, Certhia brachydactyla, șerpar (Circaetus gallicus), erete vânăt (Circus cyaneus), porumbel gulerat (Columba palumbus), dumbrăveancă (Coracias garrulus), presură de grădină (Emberiza hortulana), șoim călător (Falco peregrinus), vânturel roșu (Falco tinnunculus), cinteză (Fringilla coelebs), ciocârlan (Galerida cristata), Galerida theklae, găinușă de baltă (Gallinula chloropus), capîntortură (Jynx torquilla), Lanius meridionalis, pescăruș râzător (Larus ridibundus), ciocârlie de pădure (Lullula arborea), prigoare (Merops apiaster), muscar sur (Muscicapa striata), pietrar mediteranean (Oenanthe hispanica), Oenanthe leucura, Phalacrocorax carbo sinensis, mărăcinar negru (Saxicola torquatus), turturică (Streptopelia turtur), silvie de tufiș (Sylvia undata), pănțărușul (Troglodytes troglodytes), pupăză (Upupa epops)
- mamifere (5): vidră de râu (Lutra lutra), liliac cu urechi de șoarece (Myotis blythii), liliac comun (Myotis myotis), liliacul mare cu potcoavă (Rhinolophus ferrumequinum), liliacul mic cu potcoavă (Rhinolophus hipposideros)
- nevertebrate (1): Coenagrion mercuriale
- pești (1): Cobitis paludica
- reptile (2): țestoasa de baltă (Emys orbicularis), Mauremys leprosa

Pe lângă speciile protejate, pe teritoriul sitului au mai fost identificate 5 specii de amfibieni, 4 specii de mamifere, 2 specii de reptile.